# 别尔斯科-比亚瓦
别尔斯科-比亚瓦（波蘭語：Bielsko-Biała，波蘭語發音：[ˈbʲɛlskɔ ˈbʲawa] ⓘ）是波兰西里西亚省的一座城市，人口約16.5萬，是該省的第六大城市。

## 友好城市
- 以色列 阿卡
- 羅馬尼亞 巴亚马雷
- 法國 贝桑松
- 乌克兰 别尔江斯克
- 捷克 弗里代克-米斯泰克
- 美国 密歇根州大急流城
- 塞爾維亞 克拉古耶瓦茨
- 匈牙利 索尔诺克
- 捷克 特日内茨
- 波蘭 乌斯特卡
- 德国 沃尔夫斯堡
- 斯洛伐克 日利纳
- 匈牙利 尼賴吉哈佐
- 奥地利 多瑙城

來源：